# Editorial Ivrea
Editorial Ivrea, és una editorial d'origen Argenti, amb oficines a Buenos Aires, Barcelona i Finlàndia. Va ser fundada el 1997 per Leandro Oberto i Pablo Ruiz. Va començar publicant còmics americans, entre d'altres, The Darknees i Witchblade, aquestes sèries varen tenir molt poc recorregut per la poca acceptació dels lectors.
Les sèries Area i Convergencia van ser sèries argentines que van publicar als inicis de l'editorial, malgrat la bona acceptació dels lectors i del fet que Convergencia, estava escrita per Leandro Oberto, president i fundador de l'editorial, es va cancel·lar després de pocs números i sense que mai s'arribés a publicar completa.
En 2019, vint anys després de la seva fundació, l'editorial publica essencialment manga en castellà per Espanya i Argentina, on també publica còmics occidentals, autors argentins clàssics i de més novells. A la seu de l'editorial a l'Argentina, fan traduccions pròpies on si poden trobar paraules de la variant dialectal, castellà riuplatenc, essent la primera a usar-lo en els còmics. Ivréa, és l'editora de la revista Lazer, amb informació d'anime, sèries de còmic, dibuixos animats, pel·lícules d'estrena i clàssiques, amb algunes dosis d'humor.
Una altra publicació de l'editorial fou la revista Zitcom dedicada al cinema i a les sèries argentines i
estatunidenques, però a causa de la falta d'acceptació dels lectors la revista es va cancel·lar en el seu número 1.
Un dels fundadors de l'editorial Pablo Ruiz va morir el 2005.